# NA-4212
La  NA-4212  es una carretera local perteneciente a la Red de Carreteras de Navarra que se inicia en PK 10,27 de N-121-A y termina en Olaiz. Tiene una longitud de 1,03 kilómetros.